# Zinnia
Pour les articles homonymes, voir Zinnia (homonymie).
Genre
Classification phylogénétique

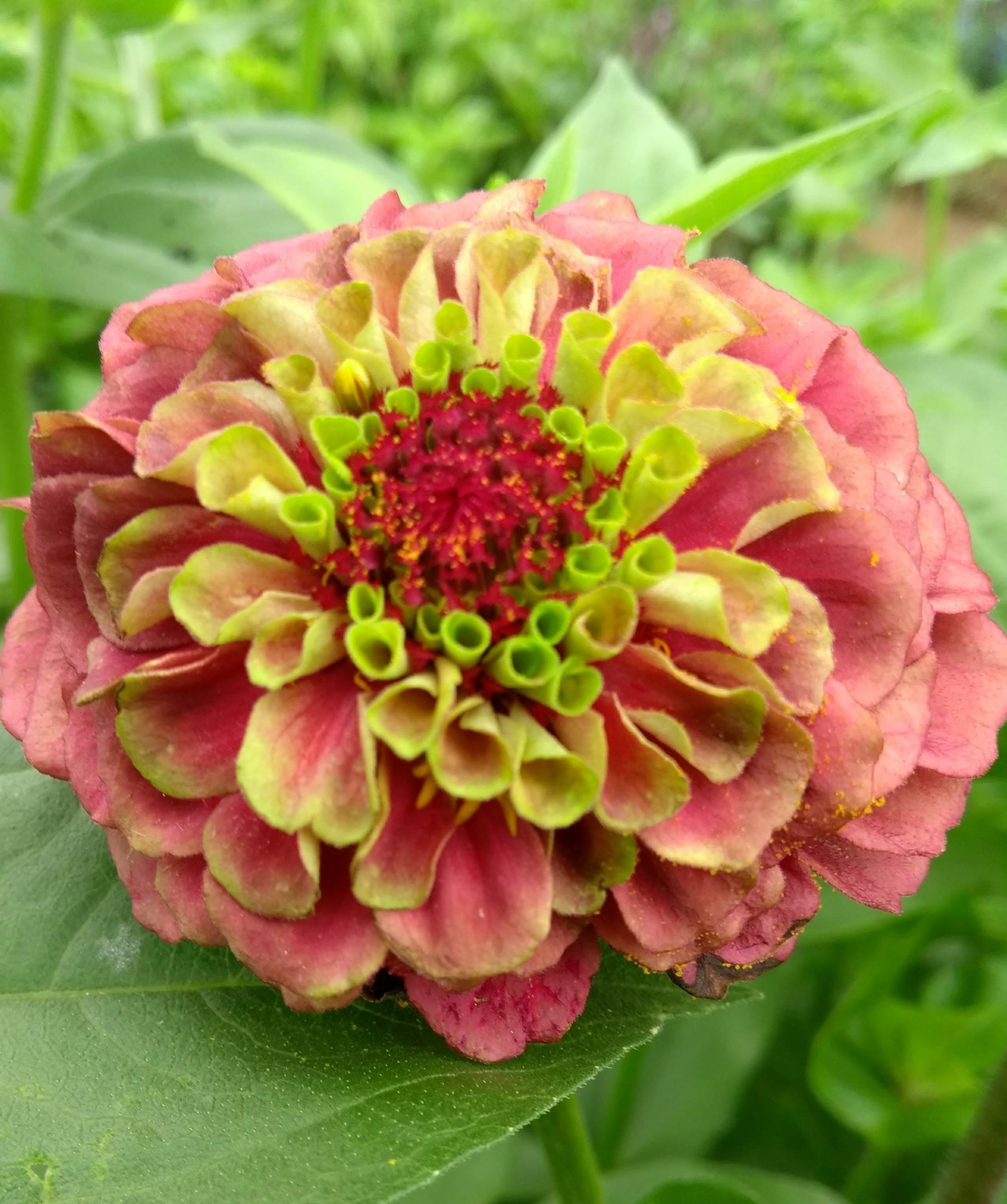
Zinnia elegans var. 'Queen Red Lime'.

Zinnia est un genre de plantes à fleurs de la famille des Asteraceae, originaire des prairies sèches d'une zone s'étendant du sud-ouest de l'Amérique du Nord à l'Amérique du Sud, mais aussi et surtout du Mexique. Il compte 20 espèces de plantes annuelles et pérennes. Elles sont remarquables par leurs longues tiges fleuries et leur diversité de couleurs.
Les feuilles des Zinnia sont opposées décussées, plutôt rigides et souvent sans pétiole, leur forme allant du linéaire à l'ovale. Les fleurs ont une apparence très variée et peuvent présenter une seule rangée de pétales ou former un dôme ou une « boule ». Elles ont des couleurs blanches, jaunes, orange, rouges, violette et lilas.
Les Zinnia sont des fleurs de jardin populaires. Elles se ressèment spontanément chaque année. Plus de 100 cultivars ont été produits depuis leur mise en culture au XIXe siècle, les horticulteurs créant "des variétés géantes ou à fleurs en pompon, ou encore imitant le dahlia".
Les Zinnia attirent particulièrement les papillons et de nombreux jardiniers les plantent spécialement pour les attirer.

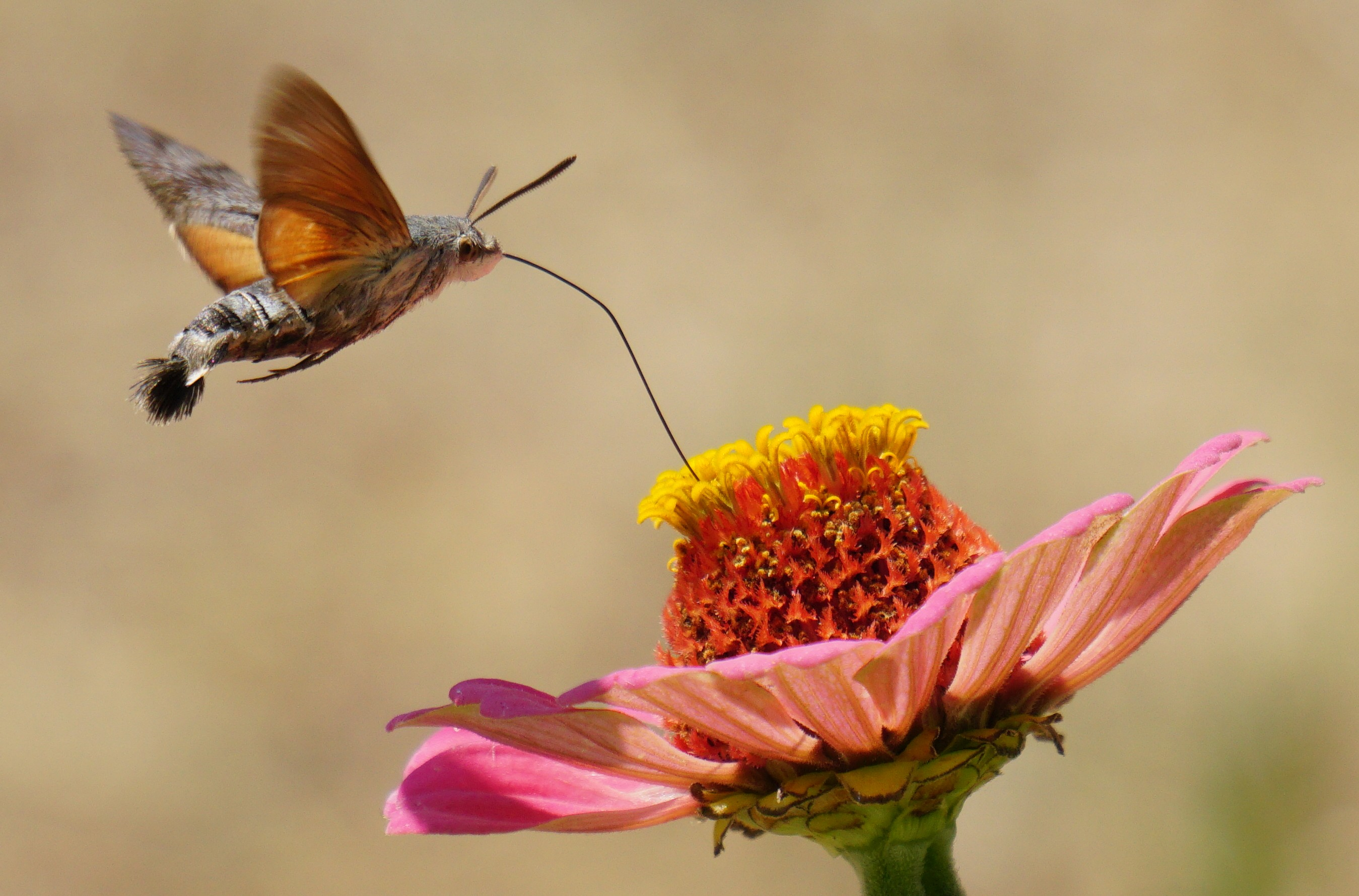
Macroglossum stellatarum.
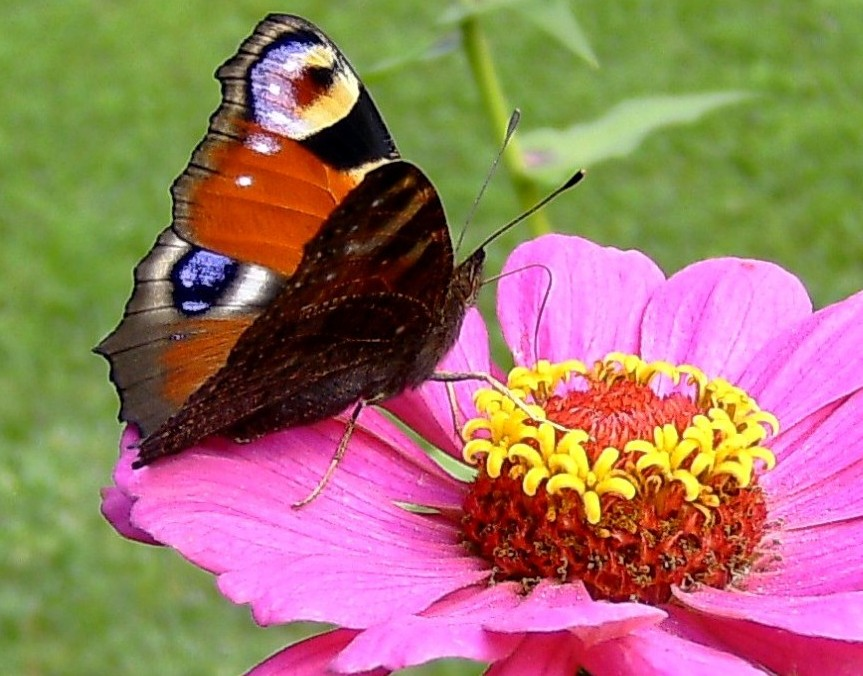
Aglais io.
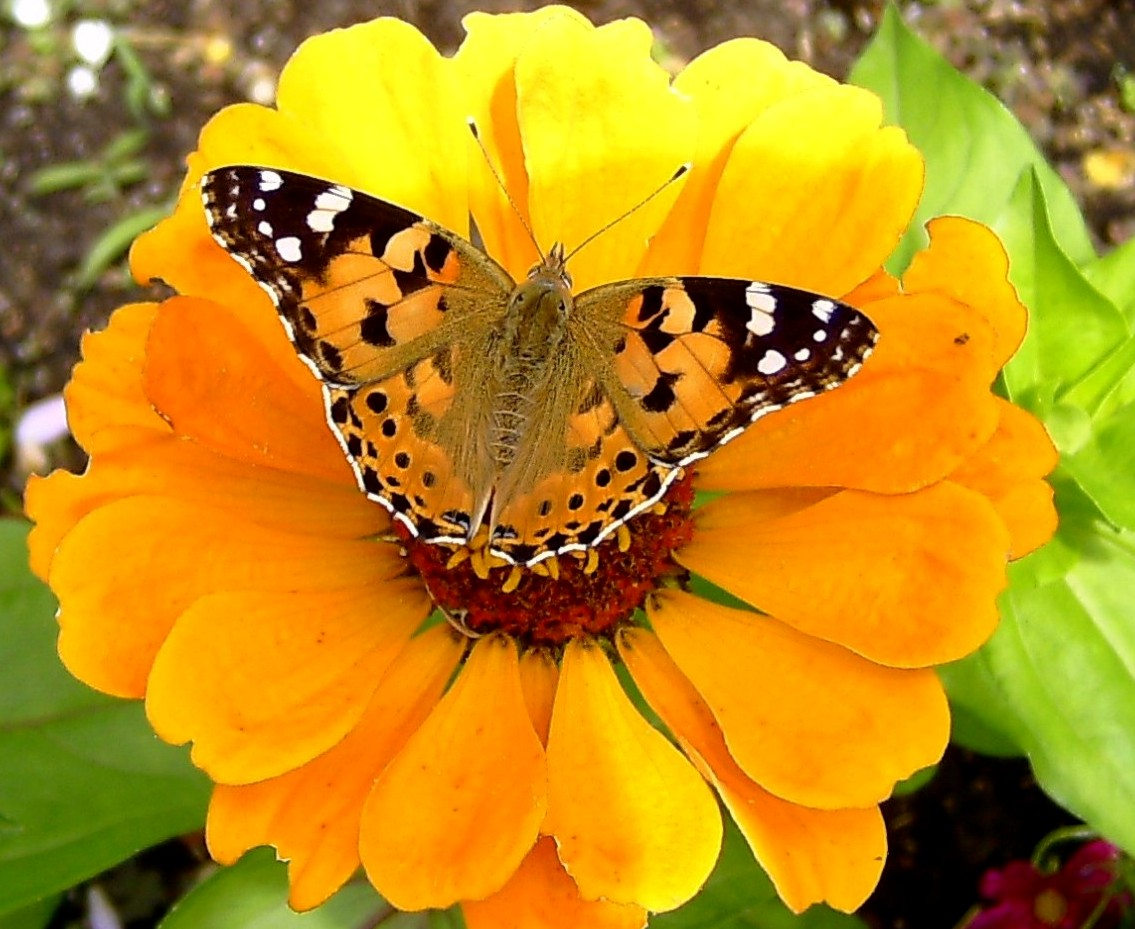
Vanessa cardui.

Ce genre est dédié par Linné en 1759 à l'anatomiste et botaniste allemand Johann Gottfried Zinn (1727-1759) rendu célèbre pour sa description de l'œil.
C'est la première espèce de fleur poussant et éclosant en orbite à bord de l'ISS en janvier 2016, dans le cadre du Vegetable Production System.

## Liste d'espèces
- Zinnia acerosa (DC.) A.Gray
- Zinnia angustifolia Kunth
  - Zinnia angustifolia var. angustifolia
  - Zinnia angustifolia var. greggii (B.L.Rob. & Greenm.) McVaugh
- Zinnia anomala Gray
- Zinnia bicolor (DC.) Hemsl.
- Zinnia citrea A.M.Torres
- Zinnia grandiflora Nutt.
- Zinnia haageana Regel
- Zinnia juniperifolia (DC.) A. Gray
- Zinnia maritima Kunth
- Zinnia microglossa (DC.) McVaugh
- Zinnia peruviana (L.) L.
- Zinnia violacea Cav. (syn. : Zinnia elegans Jacq.)

## Langage des fleurs
Dans le langage des fleurs, selon sa couleur, le zinnia peut symboliser l'inconstance mais aussi des valeurs positives comme l'amitié, la bonté, l'affection durable et le souvenir.